# Reggie Dupard
Jon Reginald Dupard (New Orleans, 30 ottobre 1963) è un ex giocatore di football americano statunitense che ha militato nel ruolo di running back nella National Football League (NFL).

## Carriera
Al college Dupard giocò a football a SMU, venendo premiato come All-American. Fu scelto dai New England Patriots nel corso del primo giro (ventiseiesimo assoluto) nel Draft NFL 1986. Vi giocò fino a metà della stagione 1989, dopo di che fu scambiato con i Washington Redskins, con cui concluse la carriera, terminata l'anno successivo.